# Heteromyia chaquensis
Heteromyia chaquensis är en tvåvingeart som beskrevs av Duret och Lane 1955. Heteromyia chaquensis ingår i släktet Heteromyia och familjen svidknott. Inga underarter finns listade i Catalogue of Life.